# Elogi d'Unitat Naval
L'Elogi d'Unitat Naval (anglès: Navy Unit Commendation) és una condecoració establerta pel Secretari de la Marina dels Estats Units James Forrestal el 18 de desembre de 1944. És concedida pel Secretari de la Marina a vaixells, aeronaus, destacaments o unitats de la Marina o del Cos de Marines que, des del 6 de desembre de 1941, s'hagin distingit per un heroisme destacable però que no justifica la concessió de la Citació Presidencial d'Unitat.
Per justificar la seva concessió, la unitat ha d'haver portat a terme un servei de caràcter comparable al que justificaria la concessió d'una Estrella de Plata, o un èxit de tal calibre en una situació de no combat. També és concedida per accions de servei no de combat, en suport d'operacions militats, accions que siguin considerables destacades quan es comparen amb altres unitats o organitzacions que realitzin una tasca semblant.
Les unitats de l'Exèrcit també poden rebre-la sempre que hagin sigut afegides a la Marina o al Cos de Marines en el període o durant l'acció en què s'hagi concedit la distinció. El personal de l'Exèrcit, però, l'ha de lluir sobre la butxaca dreta (com la resta de condecoracions d'unitat de l'Exèrcit), i no pas entre les seves condecoracions personals, com és costum a la Marina.

Gallardet de l'Elogi d'Unitat Naval.
Corbata de l'Elogi d'Unitat Naval.